# Khaby Lame

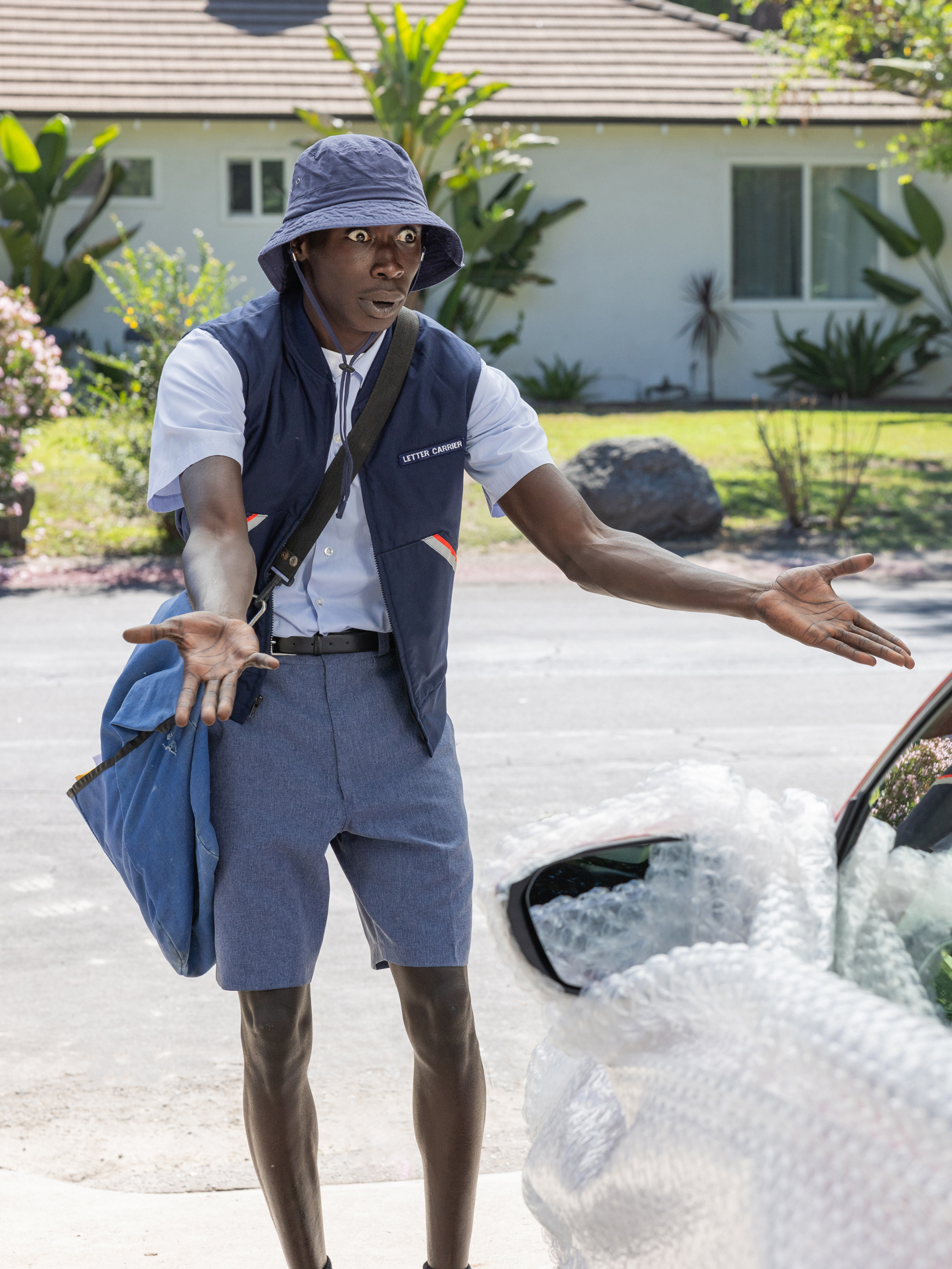
Posture utilisée par Khaby Lame dans chacune de ses vidéos.

Khaby Lame (en français : [kabi lam], en italien : [ˈkaːbi ˈlam]), de son vrai nom Khabane Lame, né le 9 mars 2000 à Dakar (Sénégal), est un vidéaste et influenceur sénégalo-italien. 
Ambassadeur de bonne volonté de l’UNICEF depuis le 31 janvier 2025, il est le premier Tiktokeur mondial depuis 2022, avec 162 400 000 abonnés (2025). Ses vidéos sont connues pour être de courts sketchs comiques où il pointe sarcastiquement des personnes qui compliquent des tâches simples.

## Biographie

### Enfance et débuts
Khabane Lame est né le 9 mars 2000 au Sénégal, en Afrique de l'Ouest. Alors âgé d'un an, il rejoint l'Europe avec ses parents qui s'installent dans un logement social à Chivasso, en Italie,,. Il pratique le football et le basket-ball au lycée.
Avant de devenir influenceur sur TikTok, Lame travaille comme opérateur d'une machine CNC dans une société de matériel numérique dans le nord de l'Italie,,.

### Carrière
Khaby Lame commence à publier sur TikTok le 15 mars 2020, pendant le confinement lié à la pandémie de Covid-19,. En décembre 2020, il pose pour le magazine DLui Repubblica. Le 26 avril 2021, il devient le tiktokeur italien le plus suivi en dépassant Gianluca Vacchi.
En avril 2021, il est le deuxième tiktokeur le plus suivi. Il dépasse les 100 millions d'abonnés en août 2021.
En janvier 2022, il prête son image en tant que protagoniste du roman graphique Super Easy, écrit par Giulio D'Antona et dessiné par Pietro B. Zemelo[réf. nécessaire]. Une édition en français pour Éditions Jungle est prévue pour le mois d'août.
Le Festival de Cannes a annoncé Khaby Lame comme l'un des membres du jury qui évaluera la compétition de courts métrages deux semaines après son partenariat avec TikTok.
Le 23 juin 2022, il dépasse Charli D'Amelio et devient le tiktokeur le plus suivi du monde, avec 142,2 millions d'abonnésLe 20 juin 2024, En 2022, il figurait dans les classements Fortune 40 Under 40 et Forbes 30 Under 30.
Selon Forbes, Khaby Lame est devenu l'influenceur TikTok le plus populaire au monde en 2023. Il a gagné plus de 160 millions de followers en moins de trois ans et est devenu le tiktokeur le plus populaire au monde.
En février 2024, Variety a annoncé que Lame s'apprête à commencer sa carrière d'acteur dans un film d’action comique intitulé 00Khaby où il doit interpréter un livreur de repas devenu espion pour les services secrets américains,.

#### Ambassadeur de l'UNICEF
Le 31 janvier 2025,  Khaby Lame est nommé ambassadeur de bonne volonté de l’UNICEF, notamment pour son engagement en faveur des droits des enfants et de la jeunesse, en Afrique. Dans la même soirée, il est reçu à Dakar par le Président Bassirou Diomaye Faye.

### Vie privée
De confession musulmane et établi en Italie, il obtient la nationalité italienne le 17 août 2022.

## Filmographie
- 2024 : Bad Boys: Ride or Die d'Adil El Arbi et Bilall Fallah : lui-même